# Люсьєн Коссу
Люсьєн Коссу (фр. Lucien Cossou, нар. 29 січня 1936, Марсель) — французький футболіст, що грав на позиції півзахисника, зокрема за «Ліон» та «Монако», а також за національну збірну Франції.

## Клубна кар'єра
У дорослому футболі дебютував 1954 року виступами за команду «Екс», в якій провів два сезони, взявши участь у 62 матчах чемпіонату. 
Своєю грою за цю команду привернув увагу представників тренерського штабу «Ліона», до складу якого приєднався 1956 року. Відіграв за команду з Ліона наступні три сезони своєї ігрової кар'єри. Більшість часу, проведеного у складі «Ліона», був основним гравцем команди. У складі «Ліона» був одним з головних бомбардирів команди, маючи середню результативність на рівні 0,38 гола за гру першості.
1959 року уклав контракт з «Монако», у складі якого провів наступні шість років своєї кар'єри гравця. Граючи у складі «Монако» також здебільшого виходив на поле в основному складі команди. В новому клубі був серед найкращих голеодорів, відзначаючись забитим голом в середньому щонайменше у кожній другій грі чемпіонату. У складі «монегасків» ставав дворазовим чемпіоном Франції, дворазовим володарем Кубка Франції та володарем Суперкубка Франції. 
Згодом з 1965 по 1968 рік грав у складі команд «Тулон» та «Екс», а завершував ігрову кар'єру у нижчоліговій «Ла-Сьйоті», за яку виступав протягом 1970—1972 років.

## Виступи за збірну
1960 року дебютував в офіційних матчах у складі національної збірної Франції. Протягом наступних п'яти років провів у її формі 6 матчів, забивши 4 голи.

## Титули і досягнення
- Чемпіон Франції (2):

«Монако»: 1960-1961, 1962-1963
- Володар Кубка Франції (2):

«Монако»: 1959-1960, 1962-1963
- Володар Суперкубка Франції (1):

«Монако»: 1961